# Авголемоно
Авголемоно (греч. Αυγολέμονο или греч. Αβγολέμονο) — традиционный греческий суп, аналоги этого супа встречаются в арабской кухне, в турецкой, в еврейской, в итальянской и в кухнях балканских народов. На русский язык название этого супа переводится как «яйца и лимоны», именно эти два ингредиента являются центральными в блюде.

## Суп
Как правило, для приготовления супа используется куриный бульон, но возможно приготовление и на основе мясного бульона (обычно из баранины), рыбного или овощного. Орзо или другая мелкая паста отваривается в бульоне перед добавлением яично-лимонной смеси. Именно яично-лимонной смесью и регулируется густота супа (от практически бульона до супа-пюре). При введении смеси важно не допускать кипения бульона, чтобы яйца не свернулись. Часто в суп добавляют кусочки мяса, снятые с костей, на которых варился бульон для авголемоно. Суп обычно готовят из целых яиц, но бывают рецепты, где рекомендуют раздельно взбивать желтки от белков с лимонным соком и вводить их в бульон раздельно. В приготовлении этого супа важную роль играет крахмал, находящийся в орзо (рисе), который способствует стабилизации супа и не даёт жидкости отсечься.

## Соус
Как соус авголемоно используется прежде всего для долмы, артишоков и для всевозможных блюд из овощей. В Греции такой соус подают к запечённой свинине. Очень популярны тефтели-юварлакия с таким соусом (греч. γιουβαρλάκια αβγολέμονο). На Ближнем Востоке такой соус подают к курице и к рыбе. В Италии этот соус очень популярен к пасте у соблюдающих кашрут пищи евреев, так как не содержит молочных продуктов и совместим с мясными добавками.

## История
Считается, что изначально подобный суп готовили испанские евреи ещё до изгнания. У сефардов такой суп назывался agristada, для его приготовления в качестве кислого компонента обычно использовали вержус, гранатовый сок или кислый апельсиновый сок, но никогда уксус. Впоследствии кислым компонентом стал именно лимонный сок.